# Aurélien de Limoges
Pour les articles homonymes, voir Saint Aurélien et Limoges (homonymie).
Aurélien de Limoges, le plus réputé des saint Aurélien, est au IIIe siècle le deuxième évêque de Limoges, successeur de saint Martial, évangélisateur du Limousin.
Il est le saint patron de nombreuses localités de France et des bouchers de Limoges.

## Histoire et tradition

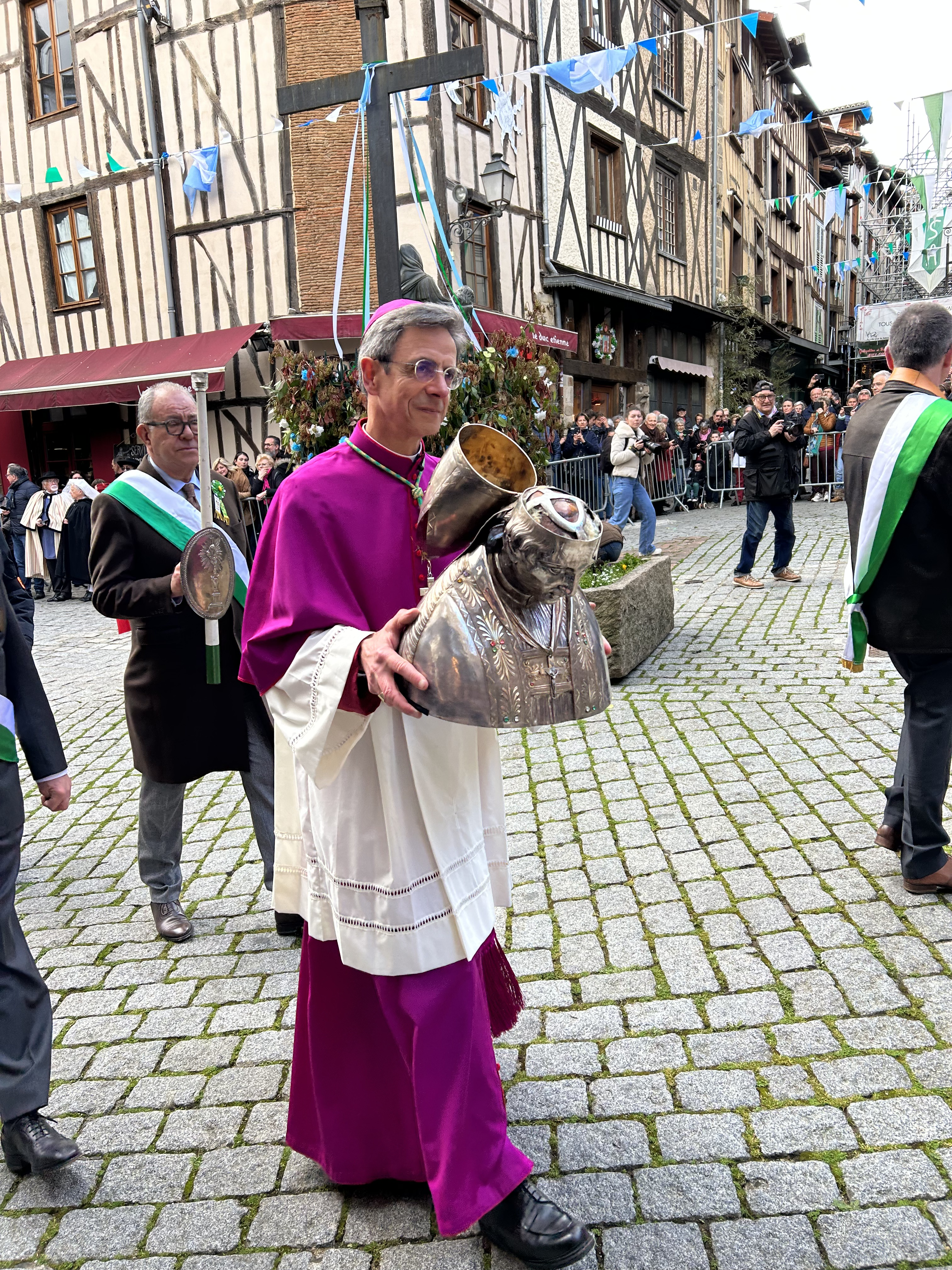
Présentation des reliques de saint Aurélien par Pierre-Antoine Bozo, évêque de Limoges, lors des Ostensions limougeaudes en 2023.

Selon la légende, Aurélien se serait nommé Aurélien Cotta et aurait été prêtre des dieux païens ; il se serait opposé à l'activité missionnaire de Martial ; frappé par la foudre, ce dernier l'aurait ramené à la vie. Aurélien se serait alors converti au christianisme et aurait succédé à Martial comme évêque de Limoges.
Dès le Xe siècle, les bouchers installés au centre de Limoges rendent grâce à Aurélien de Limoges, le saint patron des bouchers de la ville. À partir du XVe siècle, ils « ripaillent » après avoir donné une messe en son honneur dans la chapelle Saint-Aurélien.
En 1315, les reliques d'Aurélien sont retrouvées dans une église paroissiale située hors des murs de Limoges, Saint-Cessateur. Au siècle suivant, les reliques sont transportées à l'intérieur du rempart de Limoges, dans une nouvelle chapelle édifiée en 1475 au bord de la rue Torte (aujourd'hui rue de la Boucherie) qui regroupe les bouchers de Limoges. Ceux-ci choisissent alors Aurélien comme saint patron.
Aujourd'hui encore, la confrérie Saint-Aurélien de Messieurs les bouchers de Limoges est chargée du culte rendu à Aurélien et de l'entretien de la chapelle qui abrite ses reliques.
La fête saint Aurélien a lieu le 10 mai, la confrérie se réunissant pour la célébrer le dimanche le plus proche. Saint Aurélien est également honoré tous les sept ans, avec saint Martial et les autres saints limousins, lors des Ostensions limousines.